# Teisseire (bedrijf)
Teisseire is een Frans bedrijf dat siropen en vruchtensappen produceert, deel van de Britse firma Britvic. Teisseire is marktleider in Frankrijk. Behalve onder het hoofdmerk Teisseire, brengt de firma ook producten uit onder de merknamen Mathieu Teisseire (voor horeca) en Moulin de Valdonne.
Andere Franse siroopfabrikanten zijn onder andere Monin, Dolin en Routin.

## Geschiedenis
In 1720 vestigde Zuid-Frans likeur- en azijnmaker Mathieu Teisseire zich in Grenoble, waar hij een destilleerderij begon. Hij werd er bekend om zijn kersenlikeur Ratafia. In 1789 nam zijn kleinzoon Camille Teisseire, tevens politicus, de zaak over. 
In 1907 werd de firma overgenomen door een handelaar in likeur en sterke drank, François Reynaud. Wanneer zijn zonen de zaak in 1927 overnamen, introduceerden zijn alcoholvrije siropen, mogelijk gemaakt door pasteurisering. 
In 1959 begon Teisseire zijn producten te verpakken in metalen flessen en vanaf 1994 werden die flessen qua vorm gemodelleerd op de drinkbussen van wielrenners; Teisseire was immers een sponsor van de Ronde van Frankrijk. In 1971 verhuisde de productie naar een nieuwe fabriek in Crolles (Isère). 
Nadat Teisseire door vier generaties Reynauds werd bestuurd, kocht ondernemer en politicus Philippe Meunier het bedrijf in 2004 op en bracht hij het onder in de holding Fruité Entreprises. Sinds 2010 maakt Fruité Entreprises, en dus ook Teisseire, deel uit van de Britse groep Britvic.